# Мейер, Альва
Альва Т. Мейер (англ. Alvah T. Meyer; 18 июля 1888 — 19 декабря 1939) — американский легкоатлет, призёр Олимпийских игр.
Родился в 1888 году в Нью-Йорке. В 1912 году на Олимпийских играх в Стокгольме он завоевал серебряную медаль в беге на 100 м, также он соревновался на дистанции 200 м, но не дошёл до финала. В 1914 году он установил мировой рекорд в беге на 60 ярдов, а в 1915 — в беге на 300 ярдов.